# Reinhard Meis
Reinhard Meis (* 9. Februar 1940 in Koppelow; † Anfang Januar 2023 in Singen (Hohentwiel)) war ein deutscher Uhrmacher und Sachbuchautor über historische Uhren.

## Leben
Meis war gelernter Uhrmacher, staatlich geprüfter Feinwerktechniker und Konstrukteur. Als Produktentwickler prägte er ausgewählte Uhren innerhalb der LMH-Gruppe (Les Manufactures Horlogères), zu der International Watch Company, Jaeger-LeCoultre und A. Lange & Söhne gehörte. So lag die Entwicklung des Produktdesigns und der Konstruktionscharakteristika der sogenannten „neuen Lange-Uhren“ maßgeblich in seinen Händen und denen seines Teams.

## Veröffentlichungen
- Alte Uhren und Spieluhren. Aus Privatsammlungen und Beständen des Rosgartenmuseums. Gesellschaft der Freunde des Rosgartenmuseums, Konstanz 1976 (Ausstellungskatalog).
- Die alte Uhr. Geschichte, Technik, Stil. Ein Handbuch für Sammler und Liebhaber (= Bibliothek für Kunst- und Antiquitätenfreunde. Bd. 53, ZDB-ID 518703-5). 2 Bände. Klinkhardt & Biermann, Braunschweig 1978.
- Taschenuhren. Von der Halsuhr zum Tourbillon. Callwey, München 1979, ISBN 3-7667-0484-2 (4., erweiterte und überarbeitete Auflage ebenda 1990, ISBN 3-7667-0957-7); 5., völlig überarbeitete Auflage.
- IWC-Uhren. Die „Schaffhauser“ und ihre Geschichte. Carinthia, Klagenfurt 1985, ISBN 3-85378-253-1.
- Das Tourbillon. Faszination der Uhrentechnik. Laterna magica, München u. a. 1986, ISBN 3-87467-293-X (2., erweiterte Auflage ebenda 1993, ISBN 3-7667-1059-1).
- mit Gerd-Rüdiger Lang: Chronographen – Armbanduhren. München 1992.
- A. Lange & Söhne. Eine Uhrmacherdynastie aus Dresden. Callwey, München 1997, ISBN 3-7667-1286-1 (3. Auflage ebenda 2001).

## Uhren
- Tourbograph „Pour le Mérite“ von A. Lange & Söhne ab 2005. Die komplizierteste Uhr der Glashüttener Firma kostete damals 380.000 Euro.